# Conspiracy of One
Conspiracy of One è il sesto album in studio del gruppo musicale statunitense The Offspring, pubblicato il 14 novembre 2000 dalla Columbia Records.
Ha raggiunto la posizione numero 9 nella Billboard Hot 100.
La traccia bonus Huck It originariamente presente nella versione australiana dell'album, è stata successivamente eliminata e sostituita con alcuni videoclip del gruppo.
La terza traccia Original Prankster contiene parti di musica tratte dalla canzone Low Rider della band War, mentre l'ottava traccia Special Delivery contiene il coro "Ooga-Chaka", tratto dalla canzone Hooked on a Feeling della band Blue Swede.
Si tratta dell'ultimo album in studio con Ron Welty alla batteria (abbandonerà il gruppo per dedicarsi al suo progetto parallelo degli Steady Ground).

## Tracce
Testi e musiche degli Offspring.
1. Intro – 0:05
2. Come Out Swinging – 2:47
3. Original Prankster – 3:40
4. Want You Bad – 3:22
5. Million Miles Away – 3:39
6. Dammit, I Changed Again – 2:48
7. Living in Chaos – 3:28
8. Special Delivery – 3:00
9. One Fine Day – 2:45
10. All Along – 1:38
11. Denial, Revisited – 4:32
12. Vultures – 3:34
13. Conspiracy of One – 2:17

### Traccia bonus
1. Huck It – 2:40 – traccia fantasma

## Formazione
Gruppo
- Dexter Holland - voce, chitarra
- Greg K - basso, cori
- Noodles - chitarra, cori
- Ron Welty - batteria

Altri musicisti
- Higgins (X-13) - cori in One Fine Day e Original Prankster, percussioni e maracas in Original Prankster, maracas in Want You Bad[28]
- Redman - voce aggiuntiva in Original Prankster
- Mike Love from "The Beach Boys - The Lost Concert" - spoken word in Intro

## Classifiche
| Classifica (2000) | Posizione massima |
| ----------------- | ----------------- |
| Australia         | 4                 |
| Austria           | 5                 |
| Belgio (Fiandre)  | 35                |
| Belgio (Vallonia) | 18                |
| Canada            | 4                 |
| Finlandia         | 4                 |
| Francia           | 3                 |
| Germania          | 8                 |
| Italia            | 12                |
| Norvegia          | 11                |
| Nuova Zelanda     | 11                |
| Paesi Bassi       | 32                |
| Regno Unito       | 12                |
| Stati Uniti       | 9                 |
| Svezia            | 8                 |
| Svizzera          | 4                 |